# Dryomys nitedula
Dryomys nitedula là một loài động vật có vú trong họ Gliridae, bộ Gặm nhấm. Loài này được Pallas mô tả năm 1778.

## Hình ảnh

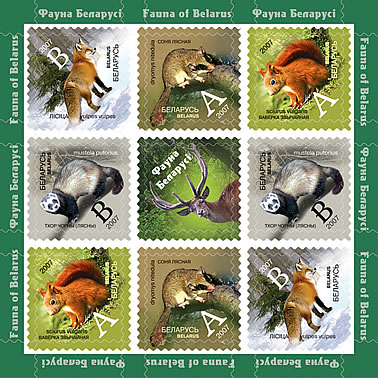
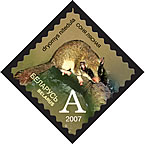